# Kanta Chiba
Kanta Chiba (japanisch 千葉 寛汰 Chiba Kanta; * 17. Juni 2003 in Shizuoka, Präfektur Shizuoka) ist ein japanischer Fußballspieler.

## Karriere
Kanta Chiba erlernte das Fußballspielen in der Jugendmannschaft von Shimizu S-Pulse. Hier unterschrieb er am 1. Februar 2022 auch seinen ersten Profivertrag. Der Verein aus Shimizu, einer Stadt in der Präfektur Shizuoka, spielt in der ersten japanischen Liga. Ende Mai 2022 wechselte er auf Leihbasis zum Drittligisten FC Imabari. Sein Drittligadebüt für den Verein aus Imabari gab Kanta Chiba am 29. Mai 2022 (10. Spieltag) im Auswärtsspiel gegen den Matsumoto Yamaga FC. Hier wurde er in der 61. Minute für den Brasilianer Marcus Índio eingewechselt. Matsumoto gewann das Spiel 2:1. Für Imabari bestritt er 22 Drittligaspiele. Zu Beginn der Saison 2023 wechselte er auf Leihbasis zum Zweitligisten Tokushima Vortis. Bis Mitte Juli 2023 bestritt er für den Verein aus Tokushima acht Ligaspiele. Den Rest des Jahres wurde er an den Drittligisten FC Imabari ausgeliehen. Hier bestritt er 16 Drittligaspiele. Nach der Ausleihe kehrte er im Januar 2024 zu S-Pulse zurück. Für S-Pulse bestritt er bis Juni 2024 fünf Ligaspiele. Anfang Juli 2024 wechselte er auf Leihbasis nach Fujieda zum Zweitligisten Fujieda MYFC.